# SimCity BuildIt
SimCity BuildIt est un jeu vidéo de type city-builder développé par Maxis et édité par Electronic Arts, sorti en 2014 sur iOS et Android.

## Système de jeu
Le système de jeu est le même que celui du mode maire dans SimCity 4 :
Vous avez une zone de construction limitée que vous pourrez agrandir grâce à des objets spéciaux que vous fourniront les sims habitant votre ville. Il y a aussi le niveau de votre ville, il augmentera lorsque vous ferez monter de niveau vos bâtiments. Plus les niveaux seront importants, plus il y aura de défis à résoudre. Par exemple, au niveau 5, vous devrez poser des casernes de pompier pour éviter que votre ville ne parte en fumée. Pour faire évoluer vos bâtiments, il vous faudra créer à l'aide d'usines et autres bâtiments de construction des objets (métaux, bois, clous, planches, plastiques, ...) qui vous seront disponibles selon un temps défini par le jeu. Il existe aussi l'humeur des Sims ; meilleur il est, plus vos bâtiments seront beaux. Un bâtiment vous fournira aussi des impôts augmentant de un à vingt pour cent selon l'humeur de vos habitants. 
Il existe plusieurs contraintes, les casernes de pompier, les postes de polices et les hôpitaux. Ces bâtiments ne couvrent qu'une partie de votre zone.
Il vous faudra gagner aussi des simflouz et du simcash. Les simflouz s'obtiennent lorsque vous améliorez et construisez des bâtiments, lorsque vous percevez des impôts et lorsque vous vendez des objets sur le commerce international (débloqué au niveau 15). Le simcash est comme les gemmes dans Clash of Clans.Le simcash s’achète en achat intégrées.

### Clubs des maires et guerres des clubs
Le club des maires s'obtient lors du niveau 18. Lorsque vous aurez un club des maires, vous pourrez faire le défi hebdomadaires des maires et des guerres de club à volonté à la demande.

#### Guerres de club
Les guerres de club sont déclenchées par le président de votre club ou le(s) vice(s) président(s). Vous aurez une phase de préparation qui dure 12 heures pour rassembler des objets qui permettent d'utiliser des cartes catastrophes. Ensuite, vous aurez la phase d'attaque qui dure 36 heures.

#### Cartes catastrophes
Ces cartes sont obtenues grâce à des clés et à des cartes simples ; lors de la guerre des clubs, vous aurez 10 points de vie. Vous en perdez lorsque vous subissez de catastrophes, un bouclier se forme lorsque vous n'avez plus de vie, les catastrophes que vous déclencherez feront perdre des points de vie à votre adversaire. Ces cartes ne peuvent être utilisées que si vous avez réuni des objets spéciaux que vous recevrez lors de la phase de préparation en remplissant des missions. Vous gagnez des points de guerre qui vous feront augmenter votre score de club lorsque vous utilisez des catastrophes.

## Accueil
- Pocket Gamer : 5/10[1]
- TouchArcade : 4/5[2]